# 안샨
안샨(페르시아어: انشان Anšan, 영어: Anshan) 또는 안잔(Anzan)은 이란의 고대 국가 엘람 제국(2700?~539 BC)의 초기 수도였던 고대 도시이다.
고고학적 발굴을 통해 1973년에 오늘날 이란 파르스 주의 주도인 시라즈 북서쪽의 베이쟈/람제르드 평원에 있는 마을인 탈 이 말얀(Tall-i Malyan)이 안샨인 것으로 확인되었다. 안샨은 북서쪽에서 남동쪽으로 뻗어 있는 자그로스산맥(Zagros mountains)의 남동쪽 끝 부분 가까이에 위치하는데, 1973년에 그 위치가 확인되기 전에는, 고고학자들은 안샨이 자그로스산맥의 중부, 즉 저지대에 위치한 수사(Susa) 북쪽의 자그로스산맥 내의 산악 지대에 위치했다고 추정했었다.

## 같이 보기
- 이란의 역사
- 키루스 2세 보졸그